# Пеория (округ)
Пео́рия (англ. Peoria County) — округ в штате Иллинойс, США. Официально образован в 1825 году. По состоянию на 2010 год, численность населения составляла 186 494 человека.

## География
По данным Бюро переписи США, общая площадь округа равняется 1 634,292 км2, из которых 1 603,212 км2 — суша, и 11,000 км2, или 1,800 % — это водоёмы.

## Население
По данным переписи населения 2000 года в округе проживает 183 433 жителя в составе 72 733 домашних хозяйств и 47 130 семей. Плотность населения составляет 114,00 человек на км2. На территории округа насчитывается 78 204 жилых строения, при плотности застройки около 49,00-ти строений на км2. Расовый состав населения: белые — 0,00 %, афроамериканцы — 0,00 %, коренные американцы (индейцы) — 0,00 %, азиаты — 0,00 %, гавайцы — 0,00 %, представители других рас — 0,00 %, представители двух или более рас — 0,00 %. Испаноязычные составляли 2,00 % населения независимо от расы.
В составе 29,90 % из общего числа домашних хозяйств проживают дети в возрасте до 18 лет, 48,60 % домашних хозяйств представляют собой супружеские пары, проживающие вместе, 12,90 % домашних хозяйств представляют собой одиноких женщин без супруга, 35,20 % домашних хозяйств не имеют отношения к семьям, 29,70 % домашних хозяйств состоят из одного человека, 11,00 % домашних хозяйств состоят из престарелых (65 лет и старше), проживающих в одиночестве. Средний размер домашнего хозяйства составляет 2,43 человека, и средний размер семьи — 3,01 человека.
Возрастной состав округа: 25,10 % — моложе 18 лет, 10,40 % — от 18 до 24, 27,60 % — от 25 до 44, 22,80 % — от 45 до 64, и 22,80 % — от 65 и старше. Средний возраст жителя округа — 36 лет. На каждые 100 женщин приходится 92,60 мужчин. На каждые 100 женщин старше 18 лет приходится 88,60 мужчин.
Средний доход на домохозяйство в округе составлял 42 705 USD, на семью — 50 592 USD. Среднестатистический заработок мужчины был 40 840 USD против 25 335 USD для женщины. Доход на душу населения составлял 21 219 USD. Около 10,00 % семей и 13,20 % общего населения находились ниже черты бедности, в том числе — 20,50 % молодежи (тех, кому ещё не исполнилось 18 лет) и 7,10 % тех, кому было уже больше 65 лет.